# Partidomomonia ramsayi
Partidomomonia ramsayi är en kvalsterart som beskrevs av Cook 1992. Partidomomonia ramsayi ingår i släktet Partidomomonia och familjen Momoniidae. Inga underarter finns listade i Catalogue of Life.